# Tricentra gibbimargo
Tricentra gibbimargo là một loài bướm đêm trong họ Geometridae.